# Краснокоммунарский поссовет
Краснокоммунарский поссовет — сельское поселение в Сакмарском районе Оренбургской области Российской Федерации.
Административный центр — посёлок Красный Коммунар.

## История
Статус и границы сельского поселения установлены Законом Оренбургской области от 2 сентября 2004 года № 1424/211-III-ОЗ «О наделении муниципальных образований Оренбургской области статусом муниципального района, городского округа, городского поселения, установлении и изменении границ муниципальных образований».

## Население
| 2010  | 2012  | 2013  | 2014  | 2015  | 2016  | 2017  |
| ----- | ----- | ----- | ----- | ----- | ----- | ----- |
| 4222  | ↘4210 | ↗4252 | ↗4266 | ↘4214 | ↘4167 | ↗4178 |
| 2018  | 2019  | 2020  | 2021  |       |       |       |
| ↘4141 | ↘4042 | ↘4020 | ↗4224 |       |       |       |

## Состав сельского поселения
| № | Населённый пункт | Тип населённого пункта          | Население |
| - | ---------------- | ------------------------------- | --------- |
| 1 | Известковое      | село                            | ↗92       |
| 2 | Красный Коммунар | посёлок, административный центр | ↘4132     |